# Bivši osloboditeljski pokreti južne Afrike
Bivši osloboditeljski pokreti južne Afrike (eng. Former Liberation Movements of Southern Africa) (FLMSA), asocijacija šest političkih stranaka upletenih u nacionalističke pokrete u Južnoj Africi. Korijene ima u Državama bojišnice (Frontline States, Países da Linha da Frente). Povremeno održava svoje summite, a prvi je bio 2008. godine.

## Članice
| Party                                                       | Acronym | Country   | Mjesta u donjem zakonodavnom domu | Mjesta u gornjem zakonodavnom domu |
| ----------------------------------------------------------- | ------- | --------- | --------------------------------- | ---------------------------------- |
| Afrički nacionalni kongres                                  | ANC     | JAR       | 249 od 400 mjesta                 | 60 od 90 mjesta                    |
| Stranka revolucije                                          | CCM     | Tanzanija | 274 od 393 mjesta                 | 274 od 393 mjesta                  |
| Fronta oslobođenja Mozambika                                | FRELIMO | Mozambik  | 144 od 250 mjesta                 | 144 od 250 mjesta                  |
| Narodni pokret za oslobođenje Angole                        | MPLA    | Angola    | 150 od 220 mjesta                 | 150 od 220 mjesta                  |
| SWAPO Stranka Namibije                                      | SWAPO   | Namibija  | 77 od 104 mjesta                  | 40 od 42 mjesta                    |
| Zimbabveanska afrička nacionalna unija - demokratska fronta | ZANU–PF | Zimbabve  | 160 od 210 mjesta                 | 57 od 80 mjesta                    |

## Vanjske poveznice
- 6th Meeting in Tanzania
- Communique on the meeting of the Heads of Political parties of former liberation movements, March 2013